# 锈毛佛肚苣苔
锈毛佛肚苣苔（学名：Oreocharis rosthornii var. xingrenensis）为苦苣苔科马铃苣苔属下的一个变种。